# Groninger Locaalspoorweg-Maatschappij
De Groninger Locaalspoorweg-Maatschappij (GLS) werd opgericht op 9 juli 1887 te Groningen en heeft bestaan tot 1 januari 1940. Deze maatschappij legde de spoorlijn Sauwerd - Roodeschool aan, die werd geopend op 16 augustus 1893. Deze lijn was een zijtak van de in 1884 geopende spoorlijn Groningen - Delfzijl van de Staatsspoorwegen.
Door de GLS werd ook de spoorlijn Winsum - Zoutkamp aangelegd, die een zijtak was van de eerste lijn. Deze werd geopend op 1 april 1922. In de statuten van de GLS was ook een verlenging opgenomen van de lijn Sauwerd - Roodeschool via Spijk naar Delfzijl, maar die is er nooit gekomen. Aandeelhouders (vooral de gemeenten langs de routes) konden kiezen voor "aandelen A" (Sauwerd - Roodeschool), "B" (Winsum - Zoutkamp) of "C" (Roodeschool - Delfzijl).
De exploitatie was in handen van de Staatsspoorwegen (SS), na 1917 de belangengemeenschap Nederlandsche Spoorwegen (NS), waarin de SS in 1938 formeel opging. Op 1 januari 1940 werd de GLS genaast door de NS.
De spoorlijn Winsum – Zoutkamp werd gesloten in 1942 en vervolgens opgebroken. Het reizigersvervoer was al in 1938 beëindigd, afgezien van een korte herleving in 1940. De lijn van Groningen via Sauwerd naar Roodeschool (voor goederen in 1978 en voor reizigers in 2018 verlengd naar de Eemshaven) is nog in gebruik als een der Noordelijke Nevenlijnen. De reizigersdienst wordt sinds 2005 geëxploiteerd door Arriva Personenvervoer Nederland.